# 과림동
과림동(果林洞)은 대한민국 경기도 시흥시의 행정동이다.
경기도 광명시 노온사동과 맞대고 있으며, 법정동 과림동은 서울통화권에 편입되어 있어 경기도 대신 서울특별시 국번을 이용한다.

## 개요
과림동은 시흥시 중심부에서 동북쪽에 위치하고 있으며, 목감천을 경계로 광명시 노온사동과 접하고 있다. 주민 대부분이 농업에 종사하는 농촌 지역으로, 인구 이동이 적어 원주민이 많은 편이다. 주민들은 대체로 인접한 광명시와 서울특별시 구로구 오류동, 개봉동 등을 주 생활권으로 삼고 있다.
- 조선시대 : 인천부 황등천면 일리, 이리, 삼리
- 1914년 4월 1일 : 부천군 소래면 과림리
- 1973년 7월 1일 : 시흥군 소래면 과림리 (부천군이 폐지되면서, 소래면이 시흥군에 편입)
- 1978년 10월 1일 : (법정동 과림동 지역 한정) 서울통화권 편입 (체신부 고시 제626호)
- 1989년 1월 1일 : 시흥시 매화동
- 1991년 1월 15일 : 중림출장소 설치
- 1991년 9월 1일 : 중림출장소가 중림동으로 승격
- 1992년 1월 1일 : 중림동이 과림동으로 동명 변경

## 법정동
- 과림동
- 무지내동

## 교육
- 한국글로벌중학교
- 한국조리과학고등학교

## 문화
- 신안주씨 삼세적선비